# Герт Дьорфел
Герт „Чарли“ Дьорфел (на немски: Gert „Charly“ Dörfel) е бивш германски футболист, роден на 18 септември 1939 г. в Хамбург. За времето си е считан е за едно от най-добрите леви крила в Европа. През 1965 френското списание Екип го избира за най-добър играч, играещ на тази позиция.
Герт Дьорфел произхожда от футболно семейство. Баща му Фридо Дьорфел, брат му Бернд и чичо му Ричард Дьорфел също са футболисти, играли в Хамбургер. За този отбор Герт има 101 мача и 49 гола в Северната Оберлига в периода 1958 – 1963 и 224 мача и 58 гола в Първа Бундеслига в периода 1963 – 1972. С добрата си играта и чувството си за хумор бързо се превръща в любимец на феновете. В първия сезон след създаването на Бундеслегата отбелязва 15 гола и асистира за повечето попадения на Уве Зелер, който става голмайстор на първенството с 30 гола. Най-големите успехи на Дьорфел с екипа на Хамбургер са спечелването на шампионската титла през 1960 (той вкарва един от головете при победата с 3:2 над Кьолн) и Купата на Германия през 1963.
Въпреки добрите си изяви на клубно ниво, Дьорфел изиграва едва 11 мача за Германия, в които вкарва 7 гола. Причината за това се конфликтите между него и треньорите на националния отбор по това време – първо Сеп Хербергер, а после и Хелмут Шьон.
След 1972 Дьорфел играе в чужбина – в ЮАР и Канада. През сезон 1973/1974 изиграва няколко мача за ХШФ Бармбек-Уленхорст.
След края на футболната си кариера Дьорфел работи като чиновник – изважда от движение коли с неплатени данъци. През 2005 се сбъдва детската му мечта – играе клоун в цирка. Много години преди това известният с чувството си за хумор Дьорфел печели прозвището „Клоунът“ заради изявите си на терена и извън него. Незабравими за съотборниците са моментите, когато преди един важен мач на Хамбургер в евротурнирите в хотела на отбора свири на пиано гол, или преди един мач на националния отбор скача гол в езерото Ван в Берлин. Тогава колегите му скриват дрехите и той е принуден да се прибере гол в хотела.